# Фридрих Пруски (1794–1863)
Фридрих Вилхелм Лудвиг Пруски (на немски: Friedrich Wilhelm Ludwig von Preußen; * 30 октомври 1794 в Берлин; † 27 юли 1863 в Берлин) от род Хоенцолерн е принц на Прусия, кралски пруски генерал на кавалерията и командир на дивизия.
Той е син на наследствения принц Фридрих Лудвиг Карл Пруски (1773 – 1796) и съпругата му Фридерика фон Мекленбург-Щрелиц (1778 – 1841), дъщеря на велик херцог Карл II фон Мекленбург. Внук е на пруския крал Фридрих Вилхелм II (1744 – 1797) и племенник на пруския крал Фридрих Вилхелм III, също и на кралица Луиза.

## Фамилия
Фридрих Вилхелм Лудвиг се жени на 21 ноември 1817 г. в дворец Баленщет за принцеса Вилхелмина Луиза фон Анхалт-Бернбург (* 30 октомври 1799 в Баленщет; † 9 декември 1882 в дворец Елер при Дюселдорф), дъщеря на княз и херцог Алексиус Фридрих Кристиан фон Анхалт-Бернбург и първата му съпруга принцеса Мария Фридерика фон Хесен-Касел. Те имат два сина:

- Фридрих Вилхелм Лудвиг Александер Пруски (1820 – 1896), принц на Прусия
- Фридрих Вилхелм Георг Пруски Ернст (1826 – 1902), принц на Прусия